# Maura West
Maura West DeFreitas (Springfield, 27 de abril de 1972) é uma atriz estadunidense. Ela começou sua carreira em 1995, quando viveu Carly Tenney na soap opera As the World Turns da CBS; ela permaneceu no programa até o final da série, em 17 de setembro de 2010.

## Filmografia
| Ano           | Título                     | Papel          | Notas                                 | Ref.  |
| ------------- | -------------------------- | -------------- | ------------------------------------- | ----- |
| 1995–2010     | As the World Turns         | Carly Snyder   | Series regular                        |       |
| 2000          | A Baby Story               | Ela mesma      | 1 episódio (12 de maio de 2000)       | [ 2 ] |
| 2010–2011     | The Young and the Restless | Diane Jenkins  |                                       |       |
| 2013–presente | General Hospital           | Ava Jerome     |                                       |       |
| 2014          | Come Back to Me            | Eileen Wallace | Filme adaptado de The Resurrectionist |       |